# Sharon Dodua Otoo
Sharon Dodua Otoo (née en 1972) est une écrivaine, publiciste et militante britannique. En 2016, elle a reçu le prix littéraire Ingeborg Bachmann pour sa première nouvelle en langue allemande.

## Biographie
Les parents de Sharon Otoo sont tous deux originaires de la ville d'Accra au Ghana. Ils ont ensuite déménagé à Ilford, à Londres, où Sharon Otoo et ses frères et sœurs sont nés et ont grandi. En 1992, après avoir terminé ses études, elle se rend à Hanovre en Allemagne où elle reste un an pour travailler comme fille au pair et développe un intérêt pour la langue allemande.
À son retour en Grande-Bretagne, Otoo étudie l'allemand et les études de gestion à l'université londonienne Royal Holloway où elle obtient un diplôme de Bachelor of Arts (BA) avec mention. À la suite de cela, elle retourne en Allemagne et réside depuis 2006 dans la ville de Berlin avec ses quatre fils.
Dans une interview accordée au journal The Guardian en 2016, Otoo s'est décrite comme une « mère, militante, autrice et rédactrice noire britannique » et a déclaré avoir des sentiments mitigés envers la Grande-Bretagne. « J'ai un passeport britannique et Londres est ma maison », a-t-elle dit, « mais j'entends encore cette petite voix qui me dit : « Tu n'as pas vraiment ta place ici ». ».

## Militantisme
Sharon Otoo a été membre de l'Initiative des personnes noires en Allemagne (Initiative Schwarze Menschen in Deutschland (ISD-Bund)), où elle a siégé au conseil d'administration entre 2010 et 2013.
Elle édite également la série de livres en anglais Witnessed et a publié de nombreux articles politiquement engagés sur les sujets de la culture, de la diversité et du féminisme.
Depuis 2014, elle travaille en tant que coordinatrice de projet pour la Regionale Arbeitsstelle Berlin, une organisation qui favorise l'intégration sociale et le développement des enfants de familles immigrées de leur entrée à l'école jusqu'à leur formation professionnelle.

## Ecriture
La première nouvelle de Sharon Otoo, intitulée the things i am thinking while smiling politely [sic], est publiée en février 2012 par la maison d'édition edition assemblage, un petit éditeur allemand indépendant,. Il s'est ensuivi en 2014 la publication du roman Synchronicity, les deux ouvrages étant à l'origine écrits en anglais et traduits en allemand par Mirjam Nuenning.
Le processus d'écriture d'Otoo englobe le réalisme magique, l'afrofuturisme, les enjeux liés à l'identité, les relations et l'autonomisation. Elle cite des écrivains de langue allemande tels que Bertolt Brecht et Max Frisch comme source d'inspiration, qui « combinent analyse pointue de la société et humour », ainsi que Toni Morrison et Mildred D Taylor, « des femmes écrivaines qui ont rendu l'expérience noire aux États-Unis très tangible pour moi ».

### Prix Ingeborg Bachmann 2016
Sharon Otoo a été invitée à participer au concours du prix Ingeborg Bachmann 2016 par Sandra Kegel, rédactrice en chef du journal Frankfurter Allgemeine. À l'époque, Otoo a déclaré qu'elle n'était pas consciente de l'importance du prix dans le monde germanophone. « C'était probablement pour le mieux », dit-elle, « sinon je n'aurais rien soumis ».
La contribution gagnante d'Otoo était intitulée « Herr Gröttrup setzte sich hin » (« Herr Gröttrup s'est assis »), l'histoire de l'ingénieur et spécialiste des fusées V2 Helmut Gröttrup et de sa femme Irmgard assis pour prendre le petit déjeuner. L'œuf du petit-déjeuner de Herr Gröttrup reprend la narration et se rebelle contre le ménage ordonné en restant liquide malgré la cuisson à ebullition qui dure sept minutes et demie : et ainsi commence une histoire saluée pour son personnage de type changeling, sa douce satire et son humour.
Le prix a été remis par la maire de Klagenfurt, Maria Luise Mathiasschitz, qui a présenté Otoo comme « une nouvelle voix pour une nouvelle société ». Ce prix était accompagné de la somme de 25 000 euros, et Otoo a déclaré qu'elle avait l'intention de profiter de l'occasion pour écrire son premier roman complet.

### Roman
- Adas Raum, Verlag S. Fischer, Frankfurt, 2021.

### Romans courts
- the things i am thinking while smiling politely, Edition Assemblage, 2012 (ISBN 978-3-942885-22-5)
- die dinge, die ich denke während ich höflich lächle. (trad. en allemand de Mirjam Nuenning), Edition Assemblage, 2013 (ISBN 978-3-942885-39-3)
- Synchronicity. Illustration de Sita Ngoumou (trad. en allemand de Mirjam Nuenning), Edition Assemblage, 2014 (ISBN 978-3-942885-74-4)
- Synchronicity. The Original Story, Edition Assemblage, 2015 (ISBN 978-3-942885-95-9)

### Participations dans ouvrages collectifs
- Sharon Dodua Otoo, « Die Geschichte vom Kreis und Viereck », dans Susan Arndt et Nadja Ofuatey-Alazard (dir.), (K)Erben des Kolonialismus im Wissenschaftsarchiv deutsche Sprache, Unrast Verlag, p. 378, 2011[14]
- Sharon Dodua Otoo, « Wie bei den Pinguinen », dans Hervé, Florence et Stitz, Melanie (dir.), Wir Frauen 2015. Köln: PapyRossa Verlag, 2015[15]
- « Ask Auntie D », dans Philipp Khabo Koepsell (dir.), The Afropean Contemporary: Literatur- und Gesellschaftsmagazin, Berlin, epubli GmbH, 2015 (ISBN 978-3-8442-8326-6)
- Bino Byansi Byakuleka et Sharon Dodua Otoo, « The Romantics and the Criminals », dans Clementine Burnley et Sharon Dodua Otoo (dir.), Winter Shorts. Edition Assemblage, p. 37–44, 2015[15]
- Sharon Dodua Otoo, « Whtnacig Pnait (Watching Paint) », de Clementine et Sharon Dodua Otoo (dir.), Winter Shorts, Edition Assemblage, p. 67–78, 2015[15]
- Sharon Dodua Otoo, « Liebe », dans Fatma Aydemir et Hengameh Yaghoobifarah (dir.), Eure Heimat ist unser Albtraum, Berlin, Ullstein fünf, 2019 (ISBN 978-3-961010-36-3)

### Articles
- Editor of the book series Witnessed, dans Sandrine Micossé-Aikins et Sharon Dodua Otoo (dir.), The Little Book of Big Visions. How to Be an Artist and Revolutionize the World. Series: Witnessed, Edition 1, Edition Assemblage, 2012  (ISBN 978-3-942885-31-7)
- Sharon Dodua Otoo, « Correct me if I am (politically) wrong – ‘Echte’ Kunst, Elitarismus und weiße Wahnvorstellungen der Erhabenheit, Bildpunkt. Zeitschrift der IG Bildende Kunst (Wien) », no 28, Spring, Critical Correctness, 2013 [lire en ligne]
- Sharon Dodua Otoo, « Wer hat die Definitionsmacht? Durch die Wahl unserer Worte verändern wir die Realität », Critical Whiteness. Debatte um antirassistische Politik und nicht diskriminierende Sprache. Analyse & Kritik, Special edition, p. 24–5, 2013[16]
- Sharon Dodua Otoo, « Vom Schauen und Sehen. Schwarze Literatur und Theorieproduktion als Chance für die weiße Mehrheitsgesellschaft », an.schläge, 2014 [lire en ligne]
- Sharon Dodua Otoo, « Audre Lorde. Schwarze, Lesbe, Mutter, Kriegerin, Poetin », Der Tagesspiegel, 2015 [lire en ligne]